# مسجد كوبنهاغن الكبير
مسجد كوبنهاغن الكبير أوالمسجد الكبير لكوبنهاغن (بالإنجليزية: The Grand Mosque of Copenhagen)‏، المعروف رسميا باسم مركز حمد بن خليفة الحضاري، هو من مساجد القرن الحادي والعشرين في كوبنهاغن، الدنمارك. بنى في 2014، وهو المسجد الأول في الدنمارك وأحد أكبر المساجد في أوروبا إذ تبلغ مساحته 6800 متر مربع.

## معرض الصور

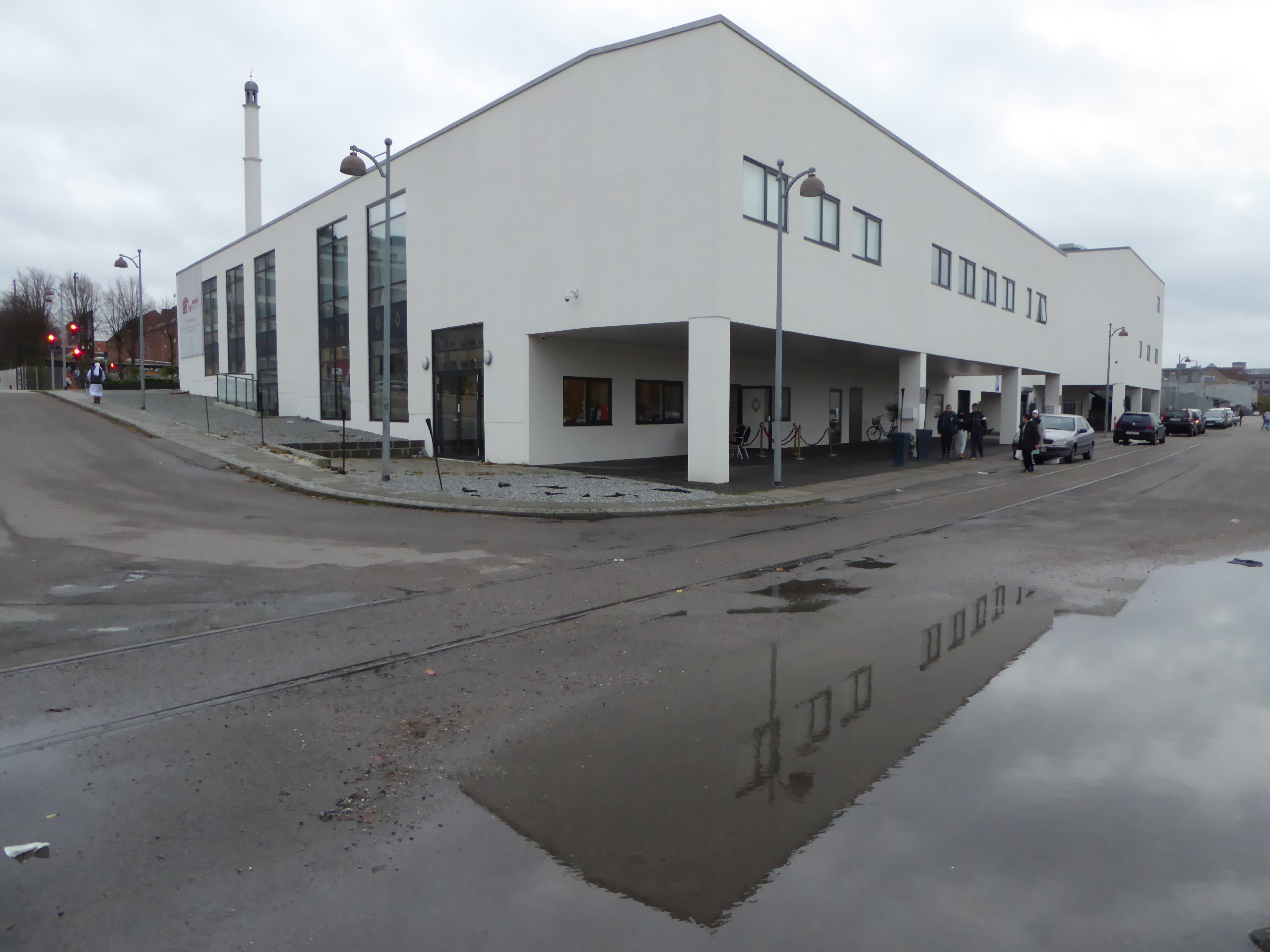
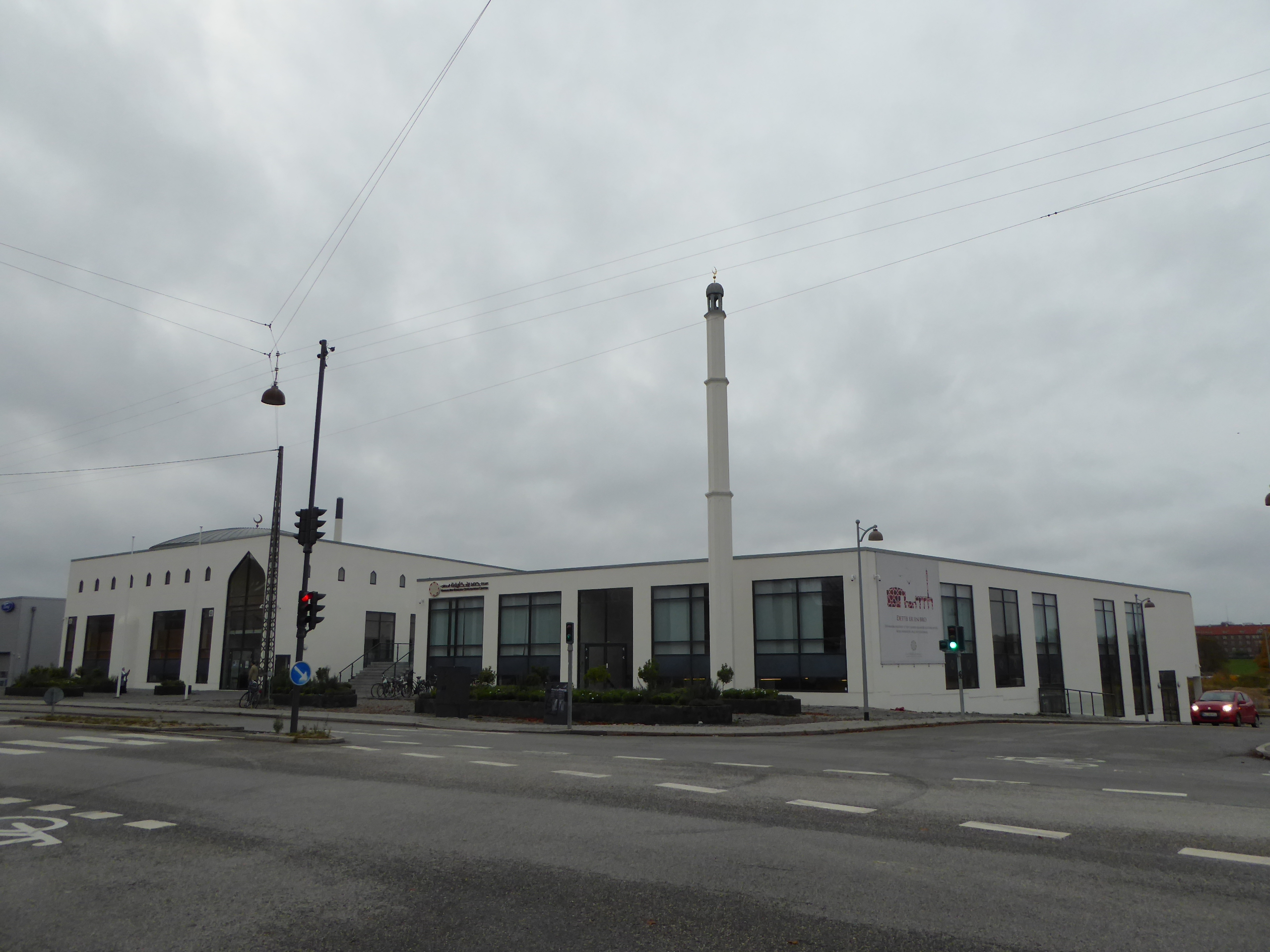
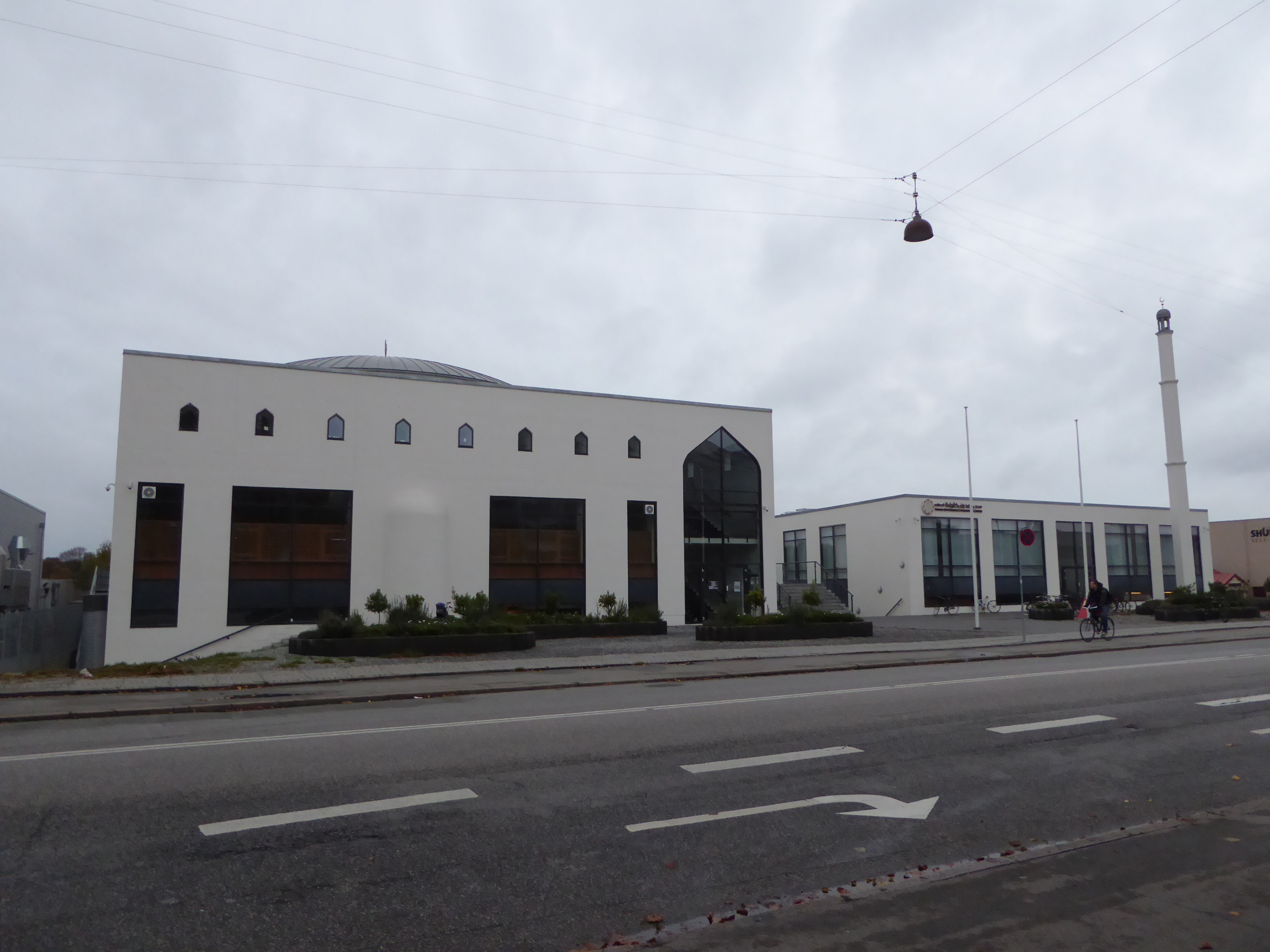
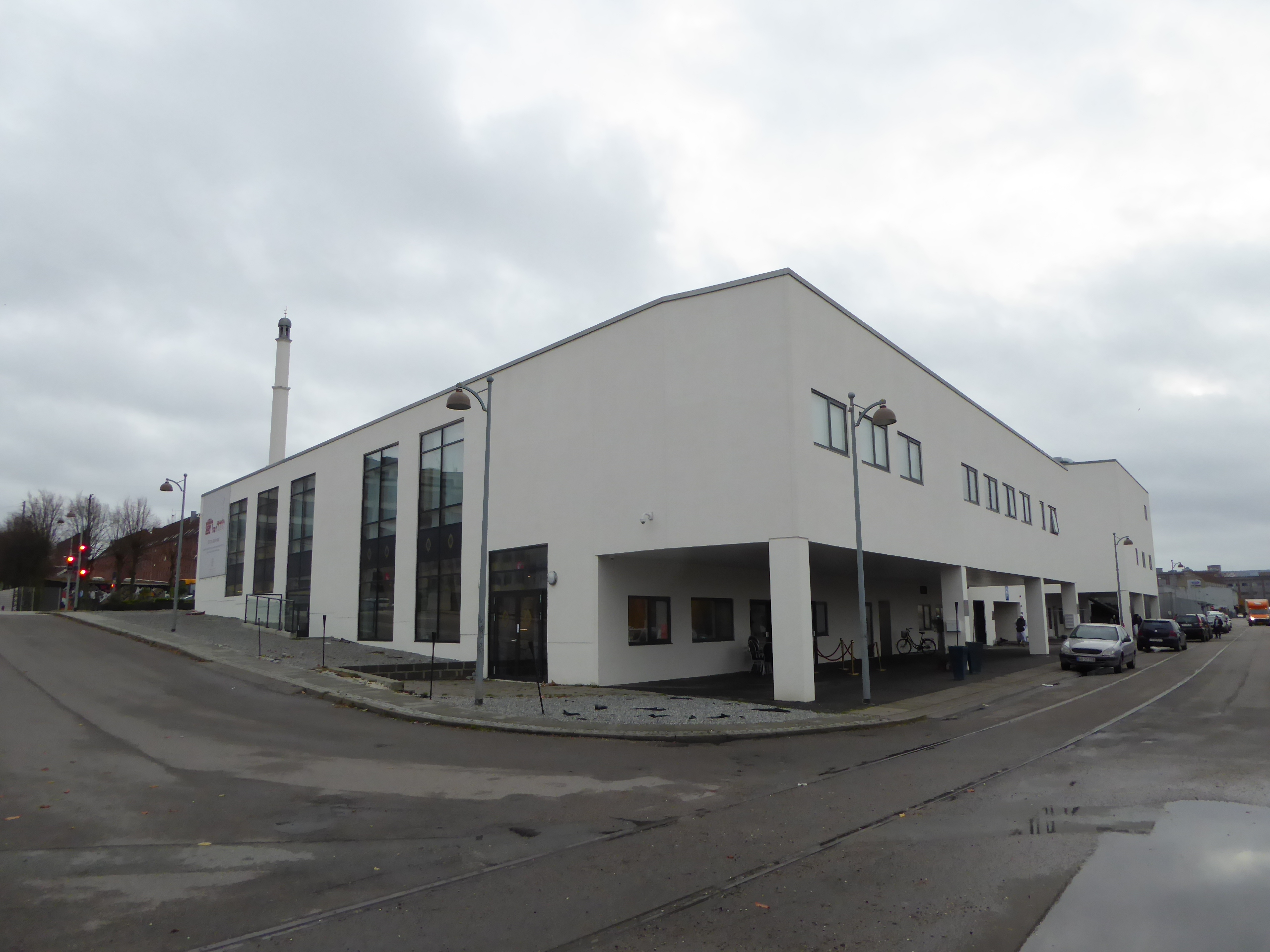
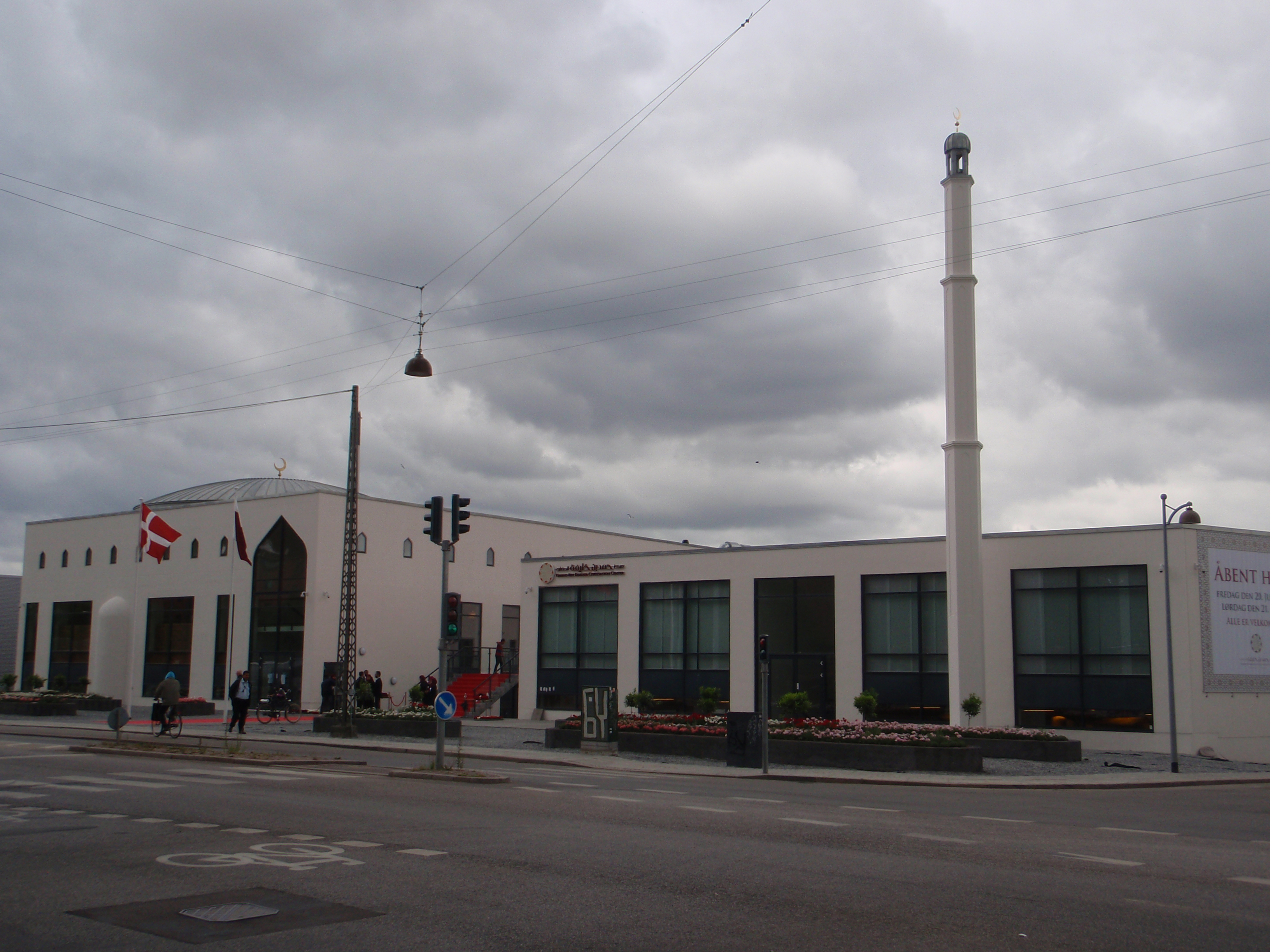
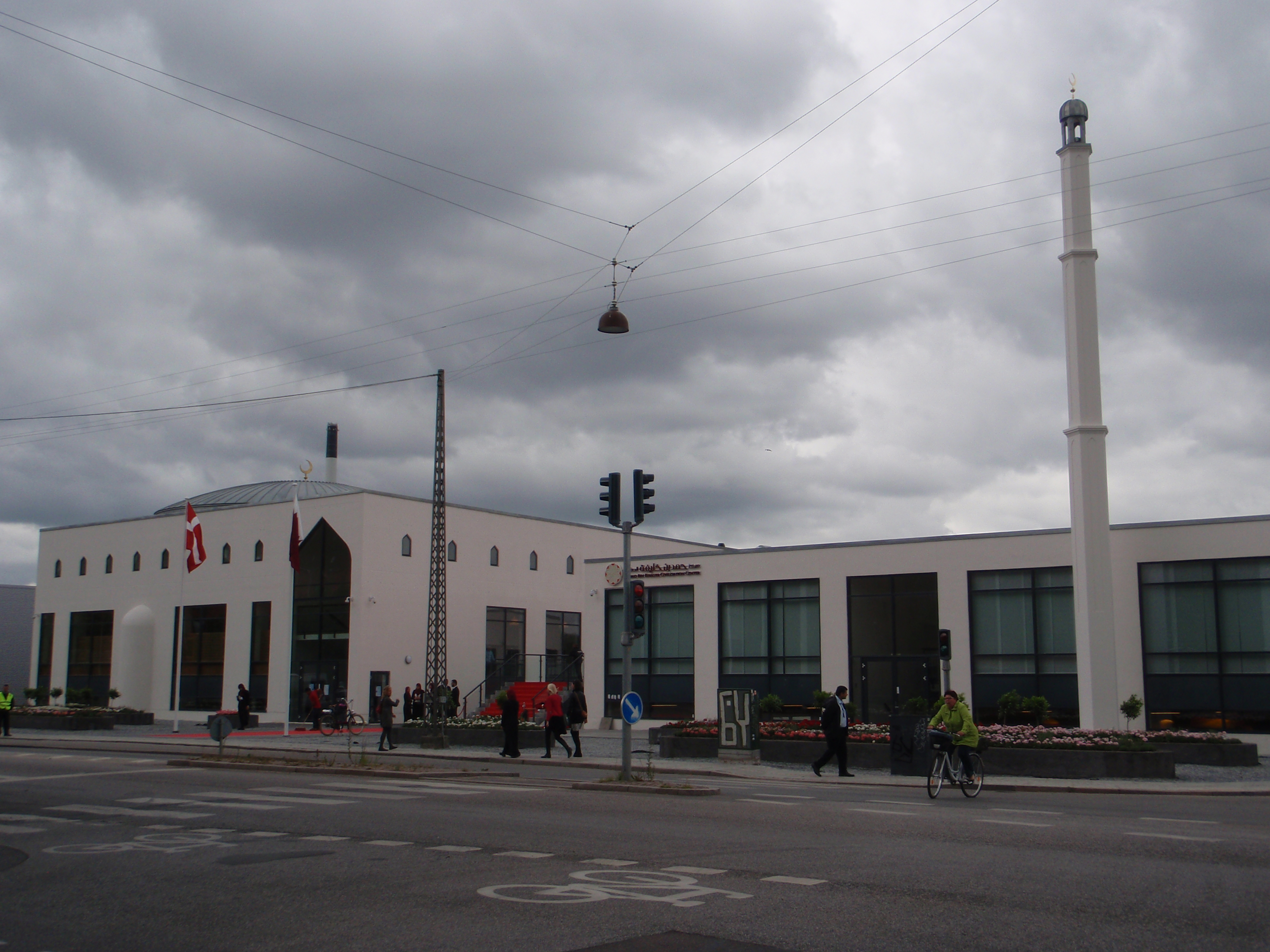
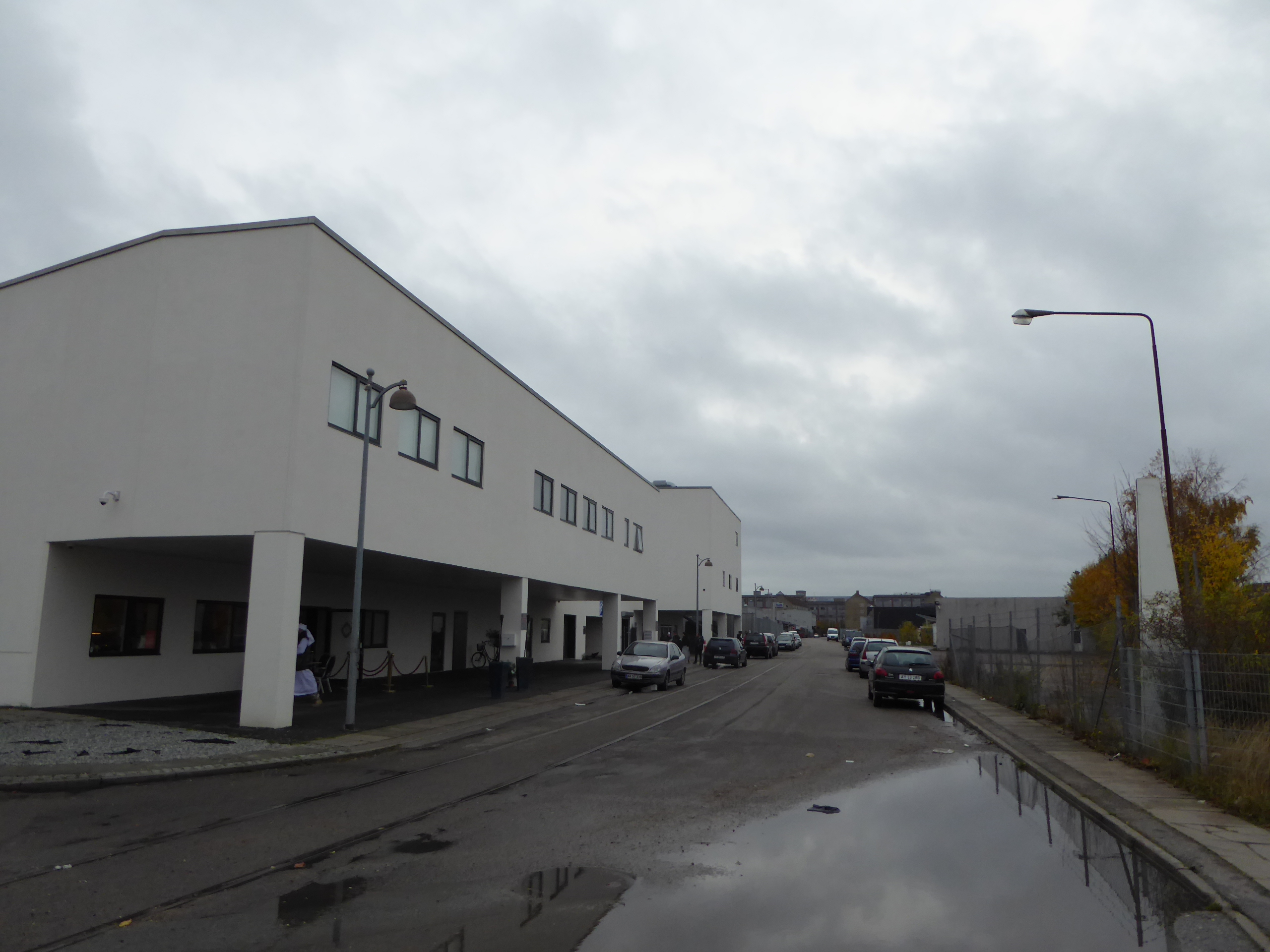
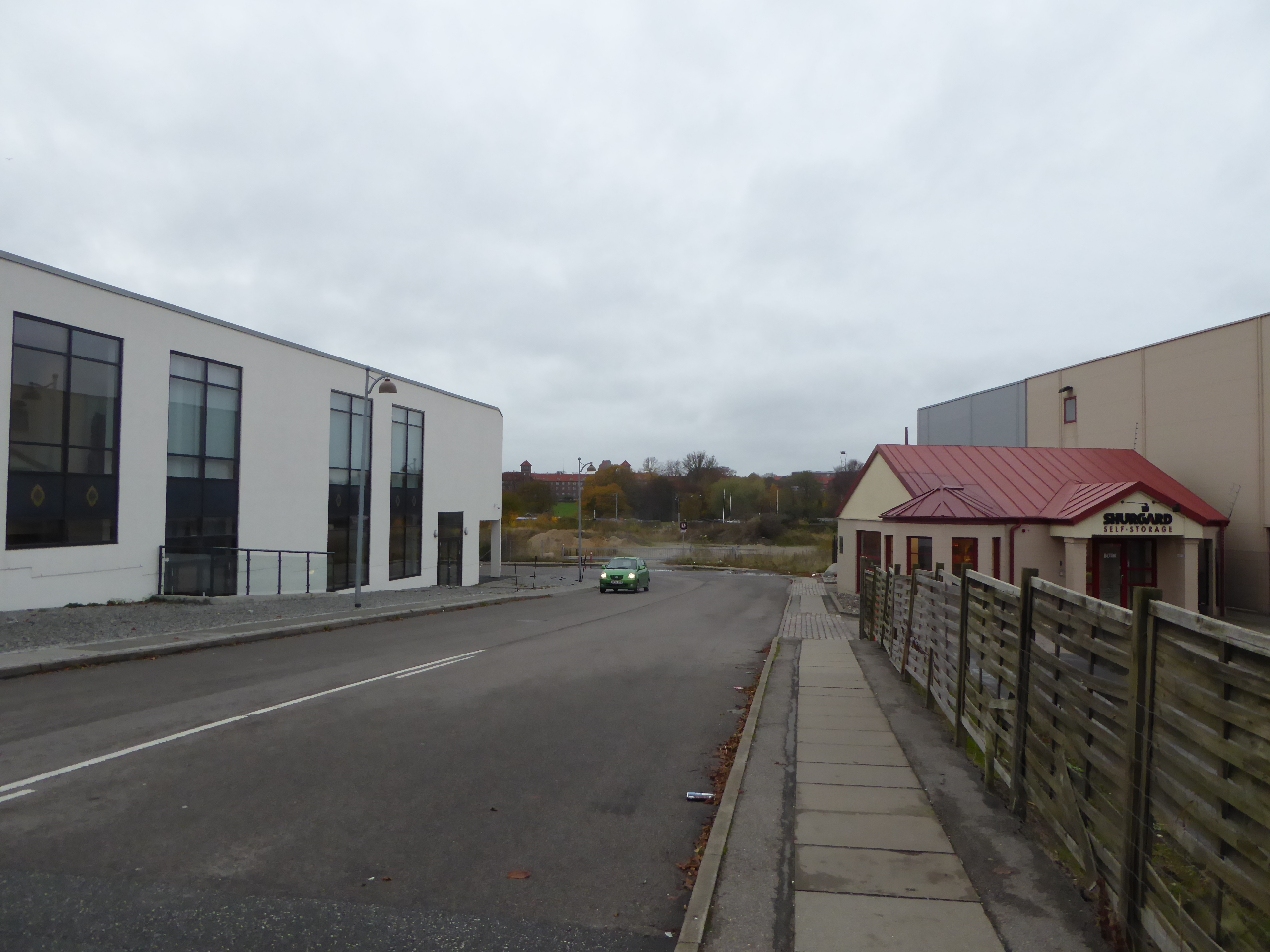